# The Richest Girl
The Richest Girl è un film muto del 1918 diretto da Albert Capellani. La sceneggiatura di Harry R. Durant si basa sull'omonimo lavoro teatrale di Paul Gavault e Michael Morton andato in scena al Criterion Theatre di Broadway il 1º marzo 1909. Prodotto dalla Empire All Star Corp. e distribuito dalla Mutual, il film aveva come interpreti Ann Murdock, David Powell, Charles Wellesley, Herbert Ayling, Gladys Wilson, Paul Capellani, Cyril Chadwick.

## Trama
Impiegato nella ditta Mingasson, Paul Normand invita per il weekend la fidanzata Flora, figlia di Mingasson, insieme al padre nel cottage per le vacanze che ha affittato nel New Jersey. Quando i due arrivano, trovano Paul che sta facendo colazione con una bella sconosciuta: la ragazza, Benjamine Downey, è la figlia di un industriale dolciario che, trovandosi in difficoltà, ha chiesto aiuto a Felix, un amico di Paul, che l'ha portata nel cottage per passarvi la notte. I Mingasson, padre e figlia, non ascoltano le spiegazioni di Paul e lasciano il posto offesi. Intanto Felix, resosi conto che Benjamine si è innamorata del padrone di casa, cerca di favorire la loro relazione. Flora, gelosa della ragazza, rompe il fidanzamento con Paul che perde anche il lavoro da Mingasson. Paul, coinvolto in una situazione che non riesce più a controllare, riesce a venirne fuori quando si rende conto che, in realtà, non è innamorato della fidanzata che l'ha lasciato, ma della "ragazza più ricca".

## Produzione
Il film fu prodotto dalla Empire All Star Corp.

## Distribuzione
Distribuito dalla Mutual, il film uscì nelle sale cinematografiche statunitensi l'8 aprile 1918.
Non si conoscono copie ancora esistenti della pellicola che viene considerata presumibilmente perduta.